# P-Valley
P-Valley es una serie de televisión de drama creada por Katori Hall, que se estrenó el 12 de julio de 2020 en Starz. En julio de 2020, la serie fue renovada para una segunda temporada.

## Sinopsis
P-Valley sigue «las vidas de las bailarinas nudistas que trabajan en el club nocturno, Dirty Delta».

## Reparto

### Principales
- Brandee Evans como Mercedes
- Nicco Annan como Clifford
- Shannon Thornton
- J. Alphonse Nicholson
- Carolyn Braver como Gidget
- Parker Sawyers como Andre Watkins
- Elarica Johnson como Autumn Night
- Harriett D. Foy como Patrice Woodbine
- Dan J. Johnson como Corbin Kyle
- Tyler Lepley como Diamond

### Recurrente
- Isaiah Washington como Tydell Ruffin
- Loretta Devine
- Thomas Q. Jones como Mane
- Josh Ventura como Wayne Kyle

### Invitados
- Donny Boaz como Wyatt Kyle

## Episodios
| Temporada | Temporada | Episodios | Episodios | Emisión original    | Emisión original        |
| Temporada | Temporada | Episodios | Episodios | Primera emisión     | Última emisión          |
| --------- | --------- | --------- | --------- | ------------------- | ----------------------- |
|           | 1         | 8         | 8         | 12 de julio de 2020 | 6 de septiembre de 2020 |
|           | 2         | 10        | 10        | 3 de junio de 2022  | 7 de agosto de 2022     |

### Temporada 1 (2020)
| N.º en serie | N.º en temp. | Título                  | Dirigido por      | Escrito por                 | Fecha de emisión original | Audiencia (millones) |
| ------------ | ------------ | ----------------------- | ----------------- | --------------------------- | ------------------------- | -------------------- |
| 1            | 1            | «Perpetratin'»          | Karena Evans      | Katori Hall                 | 12 de julio de 2020       | 0.261                |
| 2            | 2            | «Scars»                 | Kimberly Peirce   | Katori Hall                 | 19 de julio de 2020       | 0.216                |
| 3            | 3            | «Higher Ground»         | Millicent Shelton | Katori Hall & Liz W. Garcia | 26 de julio de 2020       | 0.251                |
| 4            | 4            | «The Trap»              | Tamra Davis       | Katori Hall                 | 2 de agosto de 2020       | 0.260                |
| 5            | 5            | «Belly»                 | Geeta V. Patel    | Katori Hall                 | 9 de agosto de 2020       | 0.447                |
| 6            | 6            | «Legacy»                | Tasha Smith       | Katori Hall & Jacqui Rivera | 16 de agosto de 2020      | 0.466                |
| 7            | 7            | «Last Call for Alcohol» | Sydney Freeland   | Patrik-Ian Polk             | 30 de agosto de 2020      | 0.384                |
| 8            | 8            | «Murda Night»           | Barbara Brown     | Katori Hall                 | 6 de septiembre de 2020   | 0.466                |

### Temporada 2 (2022)
| N.º en serie | N.º en temp. | Título                     | Dirigido por  | Escrito por                                                                                           | Fecha de emisión original | Audiencia (millones) |
| ------------ | ------------ | -------------------------- | ------------- | --- | ------------------------- | -------------------- |
| 9            | 1            | «Pussyland»                | Barbara Brown | Katori Hall                                                                                           | 3 de junio de 2022        | 0.243                |
| 10           | 2            | «Seven Pounds of Pressure» | Barbara Brown | Katori Hall                                                                                           | 12 de junio de 2022       | 0.247                |
| 11           | 3            | «The Dirty Dozen»          | —             | Kemiyondo Coutinho                                                                                    | 19 de junio de 2022       | —                    |
| 12           | 4            | «Demethrius»               | —             | Guion de: Jocelyn Clarke, Patrik-Ian Polk & Katori Hall Historia de: Jocelyn Clarke & Patrik-Ian Polk | 26 de junio de 2022       | —                    |
| 13           | 5            | «White Knights»            | —             | Katori Hall                                                                                           | 3 de julio de 2022        | —                    |
| 14           | 6            | «Savage»                   | —             | Guion de: Nicole Jefferson Asher & Katori Hall Historia de: Nicole Jefferson Asher                    | 10 de julio de 2022       | —                    |
| 15           | 7            | «Jackson»                  | —             | Ian Olympio Nyanin                                                                                    | 17 de julio de 2022       | —                    |
| 16           | 8            | «The Death Drop»           | —             | Kemiyondo Coutinho & Nina Stiefel                                                                     | 24 de julio de 2022       | —                    |
| 17           | 9            | «Snow»                     | —             | Katori Hall                                                                                           | 31 de julio de 2022       | —                    |
| 18           | 10           | —                          | —             | Katori Hall                                                                                           | 7 de agosto de 2022       | —                    |

## Producción

### Desarrollo
El 1 de agosto de 2016, se anunció que Starz estaría desarrollando una serie televisiva titulada Pussy Valley creada por Katori Hall basada en su obra anónima, que también será guionista y productora ejecutiva. Peter Chernin, Jenno Topping y Dante Di Loreto también se desempeñan como productores ejecutivos, y Khaliah Neal será productor consultor. El 26 de noviembre de 2018, se anunció que la serie ahora titulada P-Valley fue recogida y que constará de ocho episodios. Además, Patrik-Ian Polk será coproductor ejecutivo y Karena Evans dirigirá el episodio piloto. El 27 de julio de 2020, Starz renovó la serie para una segunda temporada.

### Casting
El 26 de noviembre de 2018, se anunció que Brandee Evans, Nicco Annan, Shannon Thornton y J. Alphonse Nicholson fueron elegidos en roles principales. El 20 de febrero de 2019, se anunció que Carolyn Braver, Parker Sawyers, Elarica Johnson y Harriett D. Foy fueron elegidos en roles principales. El 19 de marzo de 2019, se anunció que Dan J. Johnson y Tyler Lepley fueron elegidos en roles principales. El 24 de abril de 2019, se anunció que Isaiah Washington fue elegido en un rol recurrente. En junio de 2019, se anunció que Loretta Devine y Thomas Q. Jones fueron elegidos en roles recurrentes. El 29 de julio de 2019, se anunció que Josh Ventura fue elegido en un rol recurrente. El 19 de diciembre de 2019, se anunció que Donny Boaz aparecería en el episodio 2.

### Rodaje
La rodaje se llevó a cabo del 18 de marzo al 30 de julio de 2019 en Atlanta, Georgia.

## Lanzamiento

### Distribución
En España y Latinoamérica se estrenó el 12 de julio de 2020 en Starz Play.

## Recepción

### Críticas
En Rotten Tomatoes la serie tiene un índice de aprobación del 100%, basado en 21 reseñas, con una calificación promedio de 8.88/10. El consenso crítico del sitio dice, «Katori Hall y su equipo de talentosos directores prestan su mirada a las vidas no vistas de las strippers de Mississippi en P-Valley, un impresionante y lírico neón noir que celebra la belleza de la embarcación sin endulzar los desafíos». En Metacritic, tiene un puntaje promedio ponderado de 85 sobre 100, basada en 16 reseñas, lo que indica «criticas de aclamación universal».

### Audiencias

#### Temporada 1
| N.º | Título                  | Fecha de emisión        | ÍA (18–49) | Audiencia (millones) | DVR (18–49) | Audiencia DVR (millones) | Total (18–49) | Audiencia total (millones) |
| --- | ----------------------- | ----------------------- | ---------- | -------------------- | ----------- | ------------------------ | ------------- | -------------------------- |
| 1   | «Perpetratin'»          | 12 de julio de 2020     | 0,1        | 0,261                | —           | —                        | —             | —                          |
| 2   | «Scars»                 | 19 de julio de 2020     | 0,1        | 0,216                | —           | —                        | —             | —                          |
| 3   | «Higher Ground»         | 26 de julio de 2020     | 0,1        | 0,251                | 0,1         | —                        | 0,2           | —                          |
| 4   | «The Trap»              | 2 de agosto de 2020     | 0,1        | 0,260                | 0,1         | —                        | 0,2           | —                          |
| 5   | «Belly»                 | 9 de agosto de 2020     | 0,2        | 0,447                | 0,1         | 0,125                    | 0,2           | 0,572                      |
| 6   | «Legacy»                | 16 de agosto de 2020    | 0,2        | 0,466                | —           | —                        | —             | —                          |
| 7   | «Last Call for Alcohol» | 30 de agosto de 2020    | 0,2        | 0,384                | —           | —                        | —             | —                          |
| 8   | «Murda Night»           | 6 de septiembre de 2020 | 0,1        | 0,434                | —           | —                        | —             | —                          |

#### Temporada 2
| N.º | Título                     | Fecha de emisión    | ÍA (18–49) | Audiencia (millones) | DVR (18–49) | Audiencia DVR (millones) | Total (18–49) | Audiencia total (millones) |
| --- | -------------------------- | ------------------- | ---------- | -------------------- | ----------- | ------------------------ | ------------- | -------------------------- |
| 1   | «Pussyland»                | 3 de junio de 2022  | 0.08       | 0.243                | —           | —                        | —             | —                          |
| 2   | «Seven Pounds of Pressure» | 12 de junio de 2022 | 0.08       | 0.247                | —           | —                        | —             | —                          |